# Jean-Nicolas de Francine
 (octobre 2023).
Jean-Nicolas de Francine, né à Paris en 1662 et mort dans cette même ville le 6 mars 1735, fut directeur de l'Académie royale de musique (actuel Opéra national de Paris) entre 1687 et 1704, puis entre 1712 et 1728.

## Famille
Il est issu d'une famille florentine de fontainiers, les Francini, francisé en Francine. Son grand-père Tommaso Francini (Thomas Francine, 1571-1651) et son grand-oncle Alexandre Francini, fontainiers réputés, vinrent en France pour travailler au service d'Henri IV ; leurs descendants, anoblis, seront intendants généraux des eaux et fontaines de France jusqu'au règne de Louis XV.
Jean-Nicolas épousa Catherine-Madeleine Lully, fille ainée de Jean-Baptiste Lully le 18 avril 1684, en présence du roi  Louis XIV.

## Académie royale de musique
À la mort de Lully, Jean-Nicolas de Francine, son gendre, obtient le privilège de diriger l'Académie royale de musique. La première œuvre qui sera représentée sous sa direction sera Achille et Polyxène.
Francine autorisa des ouvertures d'opéras similaires dans différentes villes du royaume : Lyon, Lille, Bordeaux et Rouen.
N'étant pas lui-même compositeur, il fit appel à d'autres pour renouveler le répertoire, en jouant notamment des œuvres de Louis Lully, Pascal Collasse, Louis de La Coste, Élisabeth Jacquet de la Guerre, Marc-Antoine Charpentier. Mauvais gestionnaire, il dut s'endetter pour maintenir à flot l'institution, ce qui conduira à la mise en vente de son privilège en 1704 au profit de Pierre Guyenet.
Revenu en 1715, à la suite des appels des créanciers de Guyenet, qui n'avaient pu redresser l'entreprise, et malgré le soutien du roi, l'opéra ne sera toujours pas rentable lorsqu'il cédera sa place à André Cardinal Destouches en 1728.

## Sources
- L'Académie royale de musique
- Achille et Polixène